# Barkeyville
Barkeyville és una població dels Estats Units a l'estat de Pennsilvània. Segons el cens del 2000 tenia 237 habitants.

## Demografia
Segons el cens del 2000, Barkeyville tenia 237 habitants, 91 habitatges, i 71 famílies. La densitat de població era de 26,2 habitants per quilòmetre quadrat.
Dels 91 habitatges en un 24,2% hi vivien nens de menys de 18 anys, en un 65,9% hi vivien parelles casades, en un 6,6% dones solteres, i en un 20,9% no eren unitats familiars. En el 17,6% dels habitatges hi vivien persones soles el 8,8% de les quals corresponia a persones de 65 anys o més que vivien soles. El nombre mitjà de persones vivint en cada habitatge era de 2,6 i el nombre mitjà de persones que vivien en cada família era de 2,85.
Per edats la població es repartia de la següent manera: un 21,5% tenia menys de 18 anys, un 5,5% entre 18 i 24, un 30,4% entre 25 i 44, un 24,9% de 45 a 60 i un 17,7% 65 anys o més.
L'edat mediana era de 42 anys. Per cada 100 dones de 18 o més anys hi havia 100 homes.
La renda mediana per habitatge era de 41.500 $ i la renda mediana per família de 42.500 $. Els homes tenien una renda mediana de 33.750 $ mentre que les dones 20.682 $. La renda per capita de la població era de 16.161 $. Entorn del 8,8% de les famílies i el 12,7% de la població estaven per davall del llindar de pobresa.

## Poblacions més properes
El següent diagrama mostra les poblacions més properes.